# Mademoiselle Boop
Mademoiselle Boop, aussi connue au quotidien sous le nom de Renaud Delauvaux, né en 1985 à Dinant (Wallonie), est une drag queen belge, fondatrice et propriétaire du Cabaret Mademoiselle à Bruxelles.

## Biographie

### Jeunesse et études
Né à Dinant, Renaud Delauvaux grandit dans une famille sensible à l'art, qui lui permet d'apprendre notamment à danser et jouer de la guitare et du piano. À quinze ans, il monte à Bruxelles, où il étudie ensuite le marketing et la communication à l'Institut des hautes études des communications sociales. C'est là qu'à l'âge de dix-huit ans, il découvre l'univers du drag, lorsqu'il accompagne pendant plusieurs mois une amie Chez Maman pour un projet photographique.

### Carrière
Mademoiselle Boop monte pour la première fois sur scène à l'occasion des Nuits des débutantes, toujours Chez Maman. Quelque temps plus tard, tout en continuant les weekends à y performer dans la peau de son personnage, Renaud Delauvaux est engagé en tant que barman dans le cabaret.
Pendant deux ans, Mademoiselle Boop se produit sur la scène des croisières The Cruise lors des soirées La Démence.
En 2019, Mademoiselle Boop apparait aux côtés de Maman, sa drag mother ; Loulou Velvet, sa drag daughter, et Kimi Amen, la drag daughter de cette dernière, dans le documentaire Mother's d'Hippolyte Leibovici. Le film remporte plusieurs récompenses dont les prix du public, de la Presse et du Jury Jeune au Brussels Short Film Festival en 2020 et un Magritte du cinéma en 2022,.
En 2022, Mademoiselle Boop participe à la première saison de Drag Race Belgique (diffusée en 2023), où elle termine à la quatrième place.

#### Cabaret Mademoiselle
En 2017, après avoir travaillé un temps en tant que manager dans une boutique Lush, Renaud Delauvaux ouvre son propre cabaret, le Cabaret Mademoiselle,, avec Florian Poullet. Ce dernier se produit par ailleurs sous le nom de La Veuve,.